# ライコミング大学
 ライコミング大学(ライカミング大学)(Lycoming College)は、アメリカ合衆国ペンシルベニア州ウィリアムスポートにキャンパスを持つ四年制私立大学であり、少数精鋭の教育を目的としたリベラルアーツカレッジに分類される。 1812年に創立された当大学は全米で最も古い大学の1つとされており、15,000名を超える卒業生との繋がりが強いことで知られている。

## 歴史
ライコミング大学はWilliamsport Academyとして1812年に設立されて以降、リベラルアーツおよび自然科学分野の教育に力を注いできた。初期のカリキュラムは「英語および諸外国語」と「自然科学」を中心に構成されておりており、1841年の記録によれば「英語」「文学」「算術」「地学」「化学」「自然哲学」「数学」「ラテン語」そして「ギリシャ語」などの教育がなされていた。
19世紀には当時の学長であるEdward J. Grayの強力なリーダーシップの下に「芸術および音楽」といった新たな学部が創設され、多くの学生を呼び込むことに成功し、Bradley Hallなどの新たな施設も建設された。
1920年には Williamsport Dickinson Seminary and Junior Collegeへと改名し、ペンシルバニア州初の短期大学となった。
第二次世界大戦後に多くの帰還兵などが復学したことなどから、正式に四年制大学として新規学生を募集し、大学名も現在のLycoming Collegeへと変更された。
200年以上の歴史の中で様々な変遷を経験してきた同大学であったが、4年制大学への変更以降もリベラルアーツを軸とした教育を提供し続けている。

## 評価
ライコミング大学はリベラルアーツを軸とする教育に注力しており、2025年現在、プリンストンレビューによる「全米の最も優良な大学385」に選ばれており、U.S. News & World Report では全米100位、特に学費に対する教育の質を示すBest Value School指標では全米22位となっている。

## 学部
ライコミング大学では、36を超える学問分野に対し学士号を授与しており、副専攻も50以上用意されている。 

### 超学部的
ライコミング大学の特徴として、学生自身が自ら専攻を"設計する"ことができる点が挙げられる。 複数の学部のコースを組み合わせることにより、学生は、学習指導員および各学部教授陣のサポートを受けて、2つ以上の学部を組み合わせた(超学部的な)分野を専攻することが可能である。

## 著名な卒業生
全米で最も古い大学の一つに数えられるライコミング大学は、数多くの著名人を輩出している。
- リチャード・ユェンリン・ジュニア（英語版）: 米国最大のクラフトビアー製造会社、ユェンリン（英語版）のオーナー。2020年現在、日本円にして2000億円の財を持ち、フォーブス社の発表する「全米の最も裕福なセレブリティ400」にて361位の富豪と評価されている。
- トム・ウッドルフ・ジュニア（英語版）: アメリカ合衆国の映画俳優、総合監督、特殊効果監督。主な実績として、『エイリアン3』『ジュラシック・ワールド』などの特殊効果監督を務めた。
- デアドリ・コネリー（英語版）: プエルト・リコ自治連邦区出身のビジネスパーソン。世界大手製薬企業グラクソ・スミスクラインの北米拠点社長を務めている。